# Барсово
Ба́рсово (рос. Барсово) — селище міського типу у складі Сургутського району Ханти-Мансійського автономного округу Тюменської області, Росія. Адміністративний центр та єдиний населений пункт Барсовського міського поселення.
Населення — 5677 осіб (2017, 4990 у 2010, 5600 у 2002).